# FC Ciego de Ávila
FC Ciego de Ávila – kubański klub piłkarski z siedzibą w mieście Ciego de Ávila. Drużyna swoje mecze rozgrywa na stadionie Estadio Sergio Alonso Grandal w Moron. Stadion może pomieścić 3 000 widzów.

## Sukcesy
- Campeonato Nacional de Fútbol de Cuba: 5 razy

1993, 2001, 2003, 2010, 2014